# Peruanische Badmintonmeisterschaft 2013
Die Peruanische Badmintonmeisterschaft 2013 fand vom 19. bis zum 21. Dezember 2013 in Lima statt.

## Medaillengewinner
| Disziplin    | Gold                                | Silber                            | Bronze                                   |
| ------------ | ----------------------------------- | --------------------------------- | ---------------------------------------- |
| Herreneinzel | Andrés Corpancho                    | Ignacio Arguelles Salazar         | Ignacio de Vinatea                       |
| Herreneinzel | Andrés Corpancho                    | Ignacio Arguelles Salazar         | José Guevara                             |
| Dameneinzel  | Luz María Zornoza                   | Daniela Macías                    | Inés Castillo                            |
| Dameneinzel  | Luz María Zornoza                   | Daniela Macías                    | Daniela Zapata                           |
| Herrendoppel | Antonio de Vinatea Martín del Valle | Andrés Corpancho Sebastián Macias | Guillermo Perea Javier Jimeno            |
| Herrendoppel | Antonio de Vinatea Martín del Valle | Andrés Corpancho Sebastián Macias | Francisco Ugaz Ignacio Arguelles Salazar |
| Damendoppel  | Katherine Winder Luz María Zornoza  | Claudia Rivero Valeria Rivero     | Camila Duany Daniela Zapata              |
| Damendoppel  | Katherine Winder Luz María Zornoza  | Claudia Rivero Valeria Rivero     | Dánica Nishimura Daniela Macías          |
| Mixed        | Andrés Corpancho Luz María Zornoza  | Antonio de Vinatea Claudia Rivero | Guillermo Perea Valeria Rivero           |
| Mixed        | Andrés Corpancho Luz María Zornoza  | Antonio de Vinatea Claudia Rivero | Francisco Ugaz Katherine Winder          |